# Сонячнодолинська сільська рада
Сонячнодолинська сільська́ ра́да — адміністративно-територіальна одиниця та орган місцевого самоврядування у складі Судацької міської ради Автономної Республіки Крим. Адміністративний центр — село Сонячна Долина.

## Загальні відомості
- Населення ради: 2 158 осіб (станом на 2001 рік)

## Населені пункти
Сільській раді підпорядковані населені пункти:
- с. Сонячна Долина
- с. Багатівка
- с. Миндальне
- с. Прибережне

## Склад ради
Рада складається з 16 депутатів та голови.
- Голова ради: Степіков Ігор Генадійович
- Секретар ради: Вороніч Олена Григорівна

### Керівний склад попередніх скликань
| Прізвище, ім'я, по батькові | Основні відомості                                                         | Дата обрання | Дата звільнення |
| --------------------------- | ------------------------------------------------------------------------- | ------------ | --------------- |
| Степіков Ігор Генадійович   | Сільський голова, 1969 року народження, освіта вища, член Партії регіонів | 26.03.2006   | 31.10.2010      |
| Степіков Ігор Генадійович   | Сільський голова, 1969 року народження, освіта вища, член Партії регіонів | 31.10.2010   |                 |

Примітка: таблиця складена за даними сайту Верховної Ради України

### Депутати
За результатами місцевих виборів 2010 року депутатами ради стали:

#### За суб'єктами висування
| Суб'єкт висування | Кількість обраних депутатів | %    |
| ----------------- | --------------------------- | ---- |
| Партія регіонів   | 11                          | 68,8 |
| Самовисування     | 5                           | 31,3 |

#### За округами
| № округу        | Прізвище, ім'я, по батькові     | Дата визнання обраним | Освіта  | Партійна приналежність | Відомості про обраного депутата                      |
| --------------- | ------------------------------- | --------------------- | ------- | ---------------------- | ---------------------------------------------------- |
| Партія регіонів |                                 |                       |         |                        |                                                      |
| 1               | Глушецька Тетяна Євгеніївна     | 04.11.2010            | вища    | член Партії регіонів   | Сонячнодолинська загальноосвітня школа, директор     |
| 2               | Воронич Олена Григорівна        | 04.11.2010            | середня | член Партії регіонів   | Сонячнодолинська сільська рада, секретар ради        |
| 3               | Андрєєв Юрій Семенович          | 04.11.2010            | середня | член Партії регіонів   | будинок культури, директор                           |
| 4               | Дем'яненко Віктор Іванович      | 04.11.2010            | вища    | позапартійний          | СТ «Сонячна Долина», голова                          |
| 5               | Дедевич Михайло Олександрович   | 04.11.2010            | середня | позапартійний          | територіальне медичне об'єднання м. Судака, водій    |
| 6               | Третяк Валентина Іванівна       | 04.11.2010            | вища    | позапартійна           | ВАТ «Сонячна Долина», зав.лабораторії                |
| 7               | Пономарьова Катерина Нестерівна | 04.11.2010            | середня | позапартійна           | ГП «Документ», інспектор паспортного столу           |
| 8               | Міхалькова Лідія Олексіївна     | 04.11.2010            | середня | позапартійна           | територіальне медичне об'єднання м. Судака, фельдшер |
| 9               | Дорошенко Василь Миколайович    | 04.11.2010            | середня | позапартійний          | приватний підприємець                                |
| 12              | Бондаренко Сергій Яковлевич     | 04.11.2010            | середня | член Партії регіонів   | приватний підприємець                                |
| 13              | Костьол Дмитро Іванович         | 04.11.2010            | вища    | член Партії регіонів   | КП «Сонячна Долина», директор                        |
| Самовисування   |                                 |                       |         |                        |                                                      |
| 10              | Ідрісов Рефат Рашидович         | 04.11.2010            | вища    | позапартійний          | Укргазпром м. Полтава, слюсар                        |
| 11              | Османов Решат Сеітібрамович     | 04.11.2010            | вища    | позапартійний          | приватний підприємець                                |
| 14              | Логінов Володимир Володимирович | 04.11.2010            | вища    | позапартійний          | тимчасово не працює                                  |
| 15              | Салієв Тоірджон Мустафайович    | 04.11.2010            | вища    | позапартійний          | ВАТ «Сонячна Долина», бригадир                       |
| 16              | Османов Іляс Серверович         | 04.11.2010            | вища    | позапартійний          | СТ «Кримпостачбуд» ЛТД, інженер                      |